# Sons-et-Ronchères
 Sons-et-Ronchères  là một xã ở tỉnh Aisne, vùng Hauts-de-France thuộc miền bắc nước Pháp.